# 20573 Garynadler
20573 Garynadler è un asteroide della fascia principale. Scoperto nel 1999, presenta un'orbita caratterizzata da un semiasse maggiore pari a 2,7010801 UA e da un'eccentricità di 0,0429740, inclinata di 6,36079° rispetto all'eclittica.